# Chutes Illilouette
Les chutes Illilouette (en anglais : Illilouette Falls) sont des chutes d'eau américaines situées dans le comté de Mariposa, en Californie. D'une hauteur de 116 mètres, ces chutes formées par un affluent direct de la Merced relèvent du parc national de Yosemite et de la Yosemite Wilderness.